# Jadowniki (Petite-Pologne)
Pour les articles homonymes, voir Jadowniki.

Jadowniki est un village du sud de la Pologne, dans la Province de la Petite-Pologne située à 55 km de Cracovie.  Il compte environ 5014 habitants.